# Sent Martin de Setpers
Sent Martin Set Pers (en francès Saint-Martin-Sepert) és un municipi francès situat al departament de la Corresa i a la regió de la Nova Aquitània.

## Demografia
| 1962                                       | 1968 | 1975 | 1982 | 1990 | 1999 | 2007 |
| ------------------------------------------ | ---- | ---- | ---- | ---- | ---- | ---- |
| 337                                        | 417  | 330  | 300  | 251  | 260  | 256  |
| Des de 1962: població sense dobles comptes |      |      |      |      |      |      |

## Administració
| Període   | Identitat      | Partit |
| --------- | -------------- | ------ |
| 2001-2008 | Suzanne Mondet |        |
| 2008-     | André Henaux   |        |